# Тауэрский мост
Та́уэрский мост, или Тауэр-бридж (англ. Tower Bridge, досл.: «Башенный мост») — комбинированный подвесной (висячий) и разводной (раскрывающийся) мост в центре Лондона над рекой Темзой, недалеко от Лондонского Тауэра. Иногда путают с Лондонским мостом, расположенным примерно в 0,8 км выше по течению. Строительство началось в 1886 году; открыт в 1894 году. Также является одним из символов Лондона и Британии.
Тауэрский мост — один из пяти лондонских мостов, принадлежащих и обслуживаемых благотворительным фондом Bridge House Estates, контролируемым Корпорацией лондонского Сити. Мост состоит из двух мостовых башен, соединённых на верхнем уровне двумя горизонтальными проходами, предназначенных для противостояния силе горизонтального натяжения, создаваемой подвесными секциями моста на боковых сторонах башен. С 1977 года до реставрации 2010-х годов мост был окрашен в красный, белый и синий цвета. Впоследствии его цвета были восстановлены в синий и белый
Площадка моста свободно доступна как для транспортных средств, так и для пешеходов, в то время как башни-близнецы моста, пешеходные дорожки и машинные отделения являются частью выставки «Тауэрский мост», за которую взимается плата за вход.

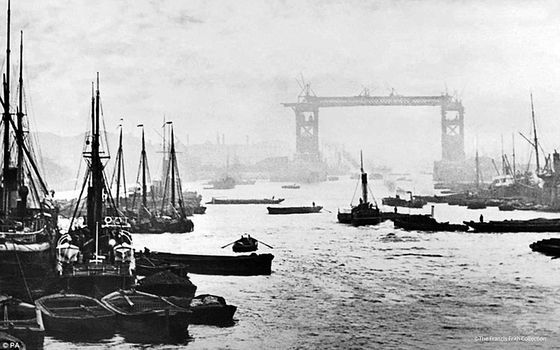
Строительство моста (1890-е)

## История
Во второй половине XIX века из-за возросшего конного и пешеходного движения в районе порта в Ист-Энд встал вопрос о строительстве новой переправы восточнее «Лондонского моста». Проложенный в 1870 году тоннель Тауэр Сабвэй в качестве метро служил непродолжительное время и в конечном итоге стал использоваться только для пешеходного движения.
В 1876 году был создан комитет для выработки решения по сложившейся проблеме. Был организован конкурс, на который было предоставлено свыше 50 проектов. Лишь в 1884 году был объявлен победитель и принято решение о строительстве моста, предложенного членом жюри Г. Джонсом. После его смерти в 1887 году строительство возглавил архитектор Джон Вульф Барри.
Строительные работы начались 21 июня 1886 года и продолжались в течение 8 лет. 30 июня 1894 года мост был торжественно открыт Принцем Уэльским Эдуардом и его супругой принцессой Александрой.
Уже в скором времени пешеходные галереи моста приобрели «славу» места сбора карманных воров. По этой причине в 1910 году галереи были закрыты. Вновь открылись они лишь в 1982 году и используются как музей и смотровая площадка.

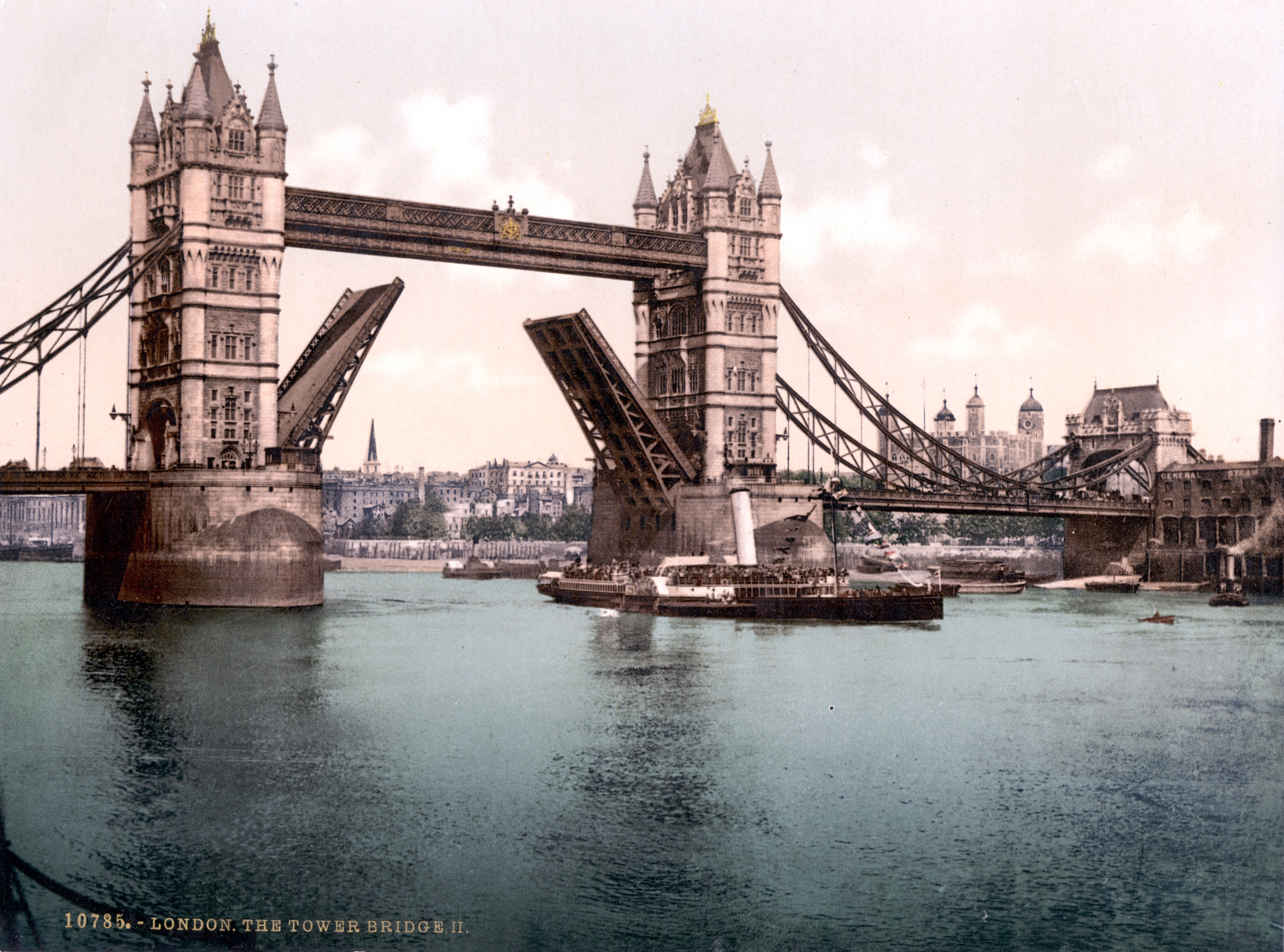
Tower Bridge 1900 год (фотография)

## Конструкция
Представляет собой разводной мост длиной 244 м с двумя поставленными на промежуточные опоры башнями высотой 65 м. Центральный пролёт между башнями длиной 61 м разбит на два подъёмных крыла весом более тысячи тонн, которые для пропуска судов могут быть подняты на угол 83°. Каждое из более чем тысячетонных крыльев снабжено противовесом, минимизирующим необходимое усилие и позволяющим развести мост за одну минуту. В движение пролёт приводится с помощью гидравлической системы, первоначально водяной, с рабочим давлением 50 бар (750 psi). Вода нагнеталась двумя паровыми машинами общей мощностью 360 л. с. Система была разработана инженером Гамильтоном Оуэном Ренделем, работавшим на компанию «W. G. Armstrong Mitchell». В 1974 году система была полностью обновлена — масляная гидравлика имеет электрический привод.

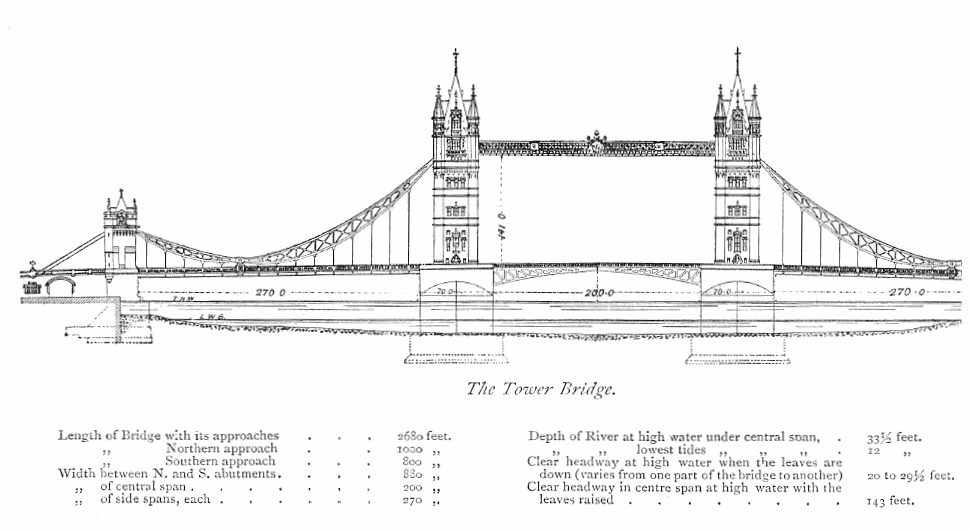

Для пешеходов конструкцией моста предусматривалась возможность пересекать мост даже во время развода пролёта. Для этой цели, кроме обычных тротуаров, расположенных по краю проезжей части, в средней части были сконструированы пешеходные галереи, соединяющие башни на высоте 44 метров. Попасть в галерею можно было по лестницам, расположенным внутри башен. С 1982 года галерея используется как музей и смотровая площадка.
Только для строительства башен и пешеходных галерей понадобилось более 11 тысяч тонн стали. В 1886 году Джонс умер, и Джордж Д. Стивенсон взял на себя управление проектом. Чтобы лучше защитить металлическую конструкцию от коррозии, башни были облицованы камнем, архитектурный стиль строения определяется как викторианская готика. Полная стоимость конструкции составила 1 184 000 фунтов стерлингов.

## Факты
- В 1968 году американский бизнесмен из Миссури Роберт Маккаллох купил предназначенный к сносу старый «Лондонский мост». Старый мост разобрали и перевезли в США, каменные блоки вмонтированы в качестве облицовки в железобетонную несущую конструкцию моста, установленного у канала рядом с городом Лейк-Хавасу-Сити, Аризона. Популярная городская легенда гласит, что Маккаллох купил мост, приняв его за Тауэрский мост. Мэккаллох и член городского совета Лондона Айвен Лакин, курировавший эту сделку, отрицают такую интерпретацию событий[1].
- В 1912 году лётчик Фрэнк Макклин пролетел на своём биплане между двумя ярусами пролётов моста, уворачиваясь от столкновения[13].
- 30 декабря 1952 г. водитель автобуса с 20 пассажирами оказался на мосту в момент разводки и, ускорившись, заставил автобус перепрыгнуть с одного поднимающегося крыла на другое[13]. При происшествии пострадал лишь сломавший ногу кондуктор. За мужество и мастерство водитель Альберт Гюнтер был премирован 10 фунтами стерлингов и оплачиваемым отпуском для всей семьи.
- Внутри каждой башни есть лестница в 300 ступенек и два лифта, берущие сразу 30 человек. Один лифт предназначен для подъёма, другой — для спуска. Но эти способы передвижения по мосту оказались накладными, и жители города отказались ими пользоваться — в 1910 году пролёт верхнего яруса закрыли, поскольку люди предпочитали ждать наводки моста[13].
- Раньше мост разводился до 50 раз в день, но в наши дни — 4-5 раз в неделю[13].
- Управление мостом походит на управление кораблём: у него есть свой капитан и команда матросов, которые отбивают склянки и стоят на вахте, как на военном судне[13].

## Галерея

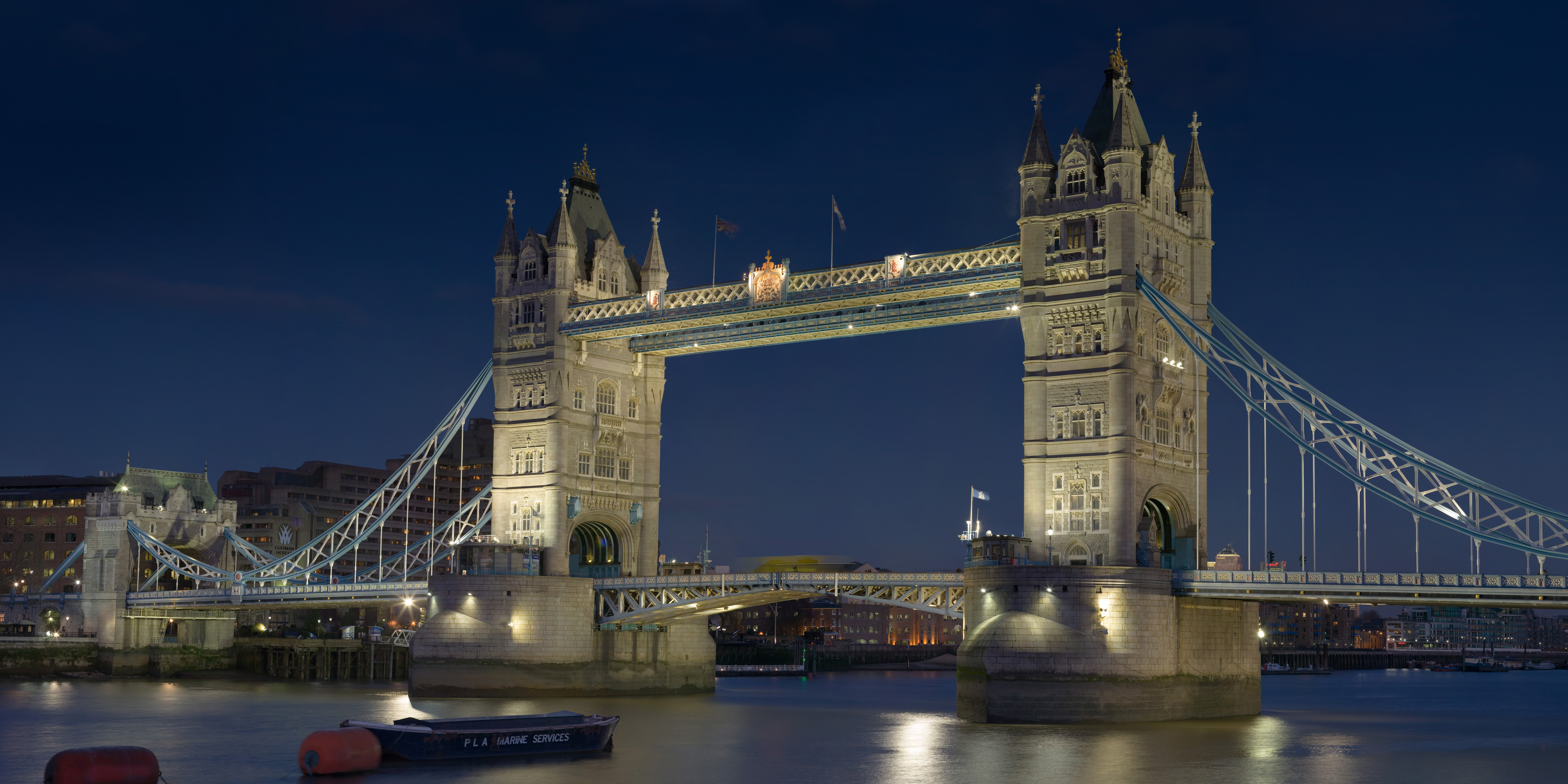
Ночной вид моста в высоком разрешении
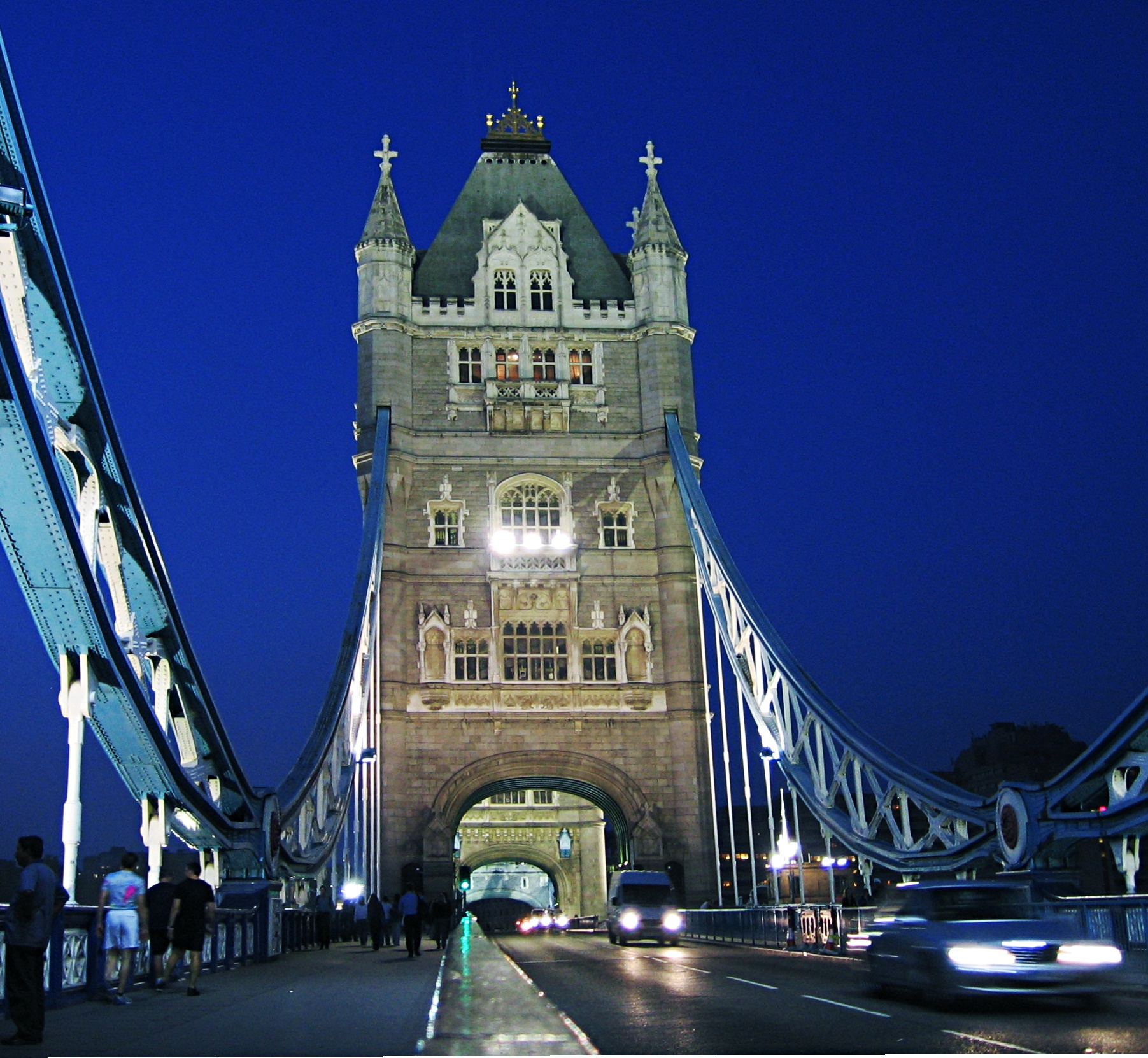
Вид на юг в сумерки
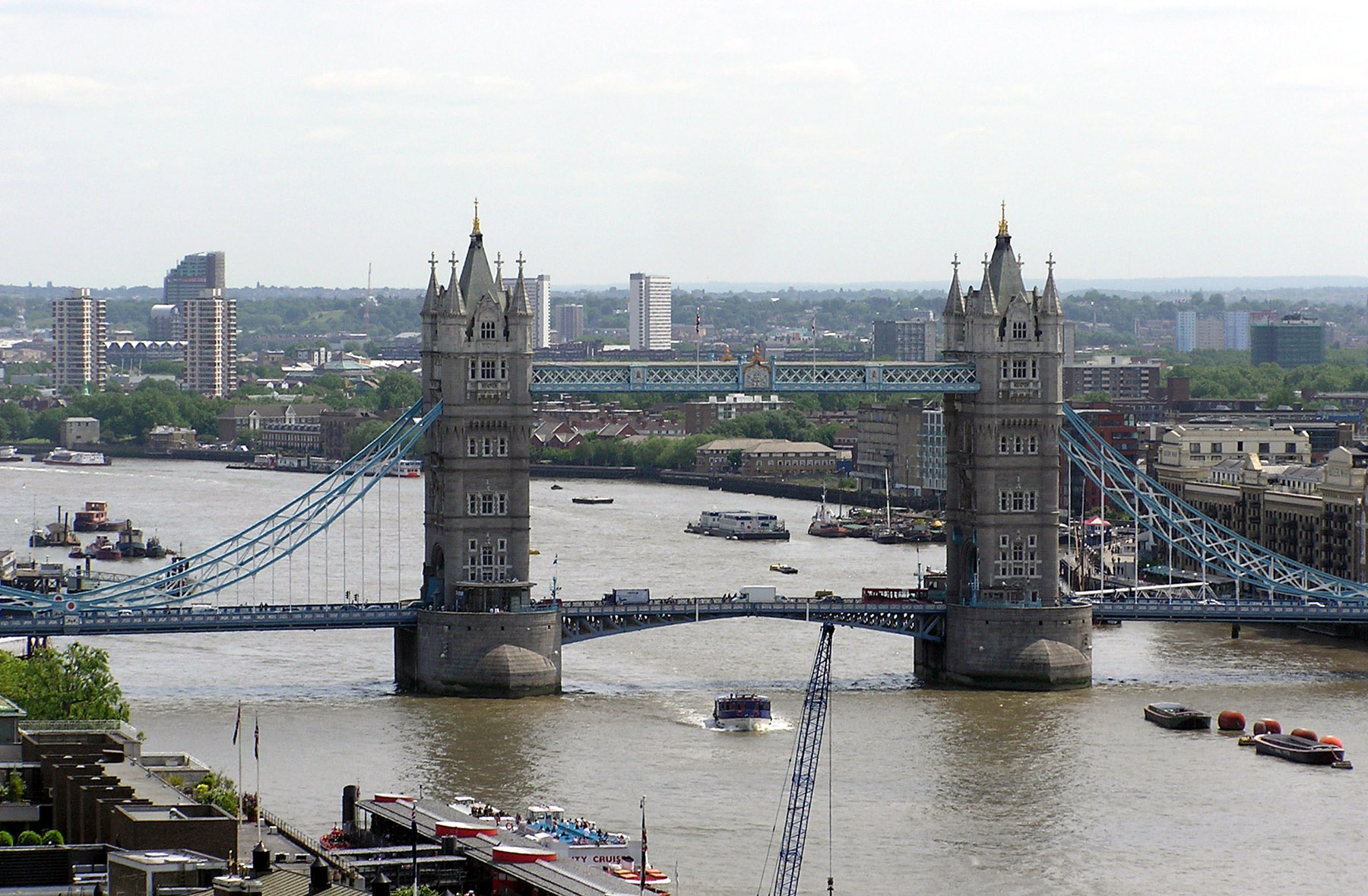
Общий вид в восточном направлении
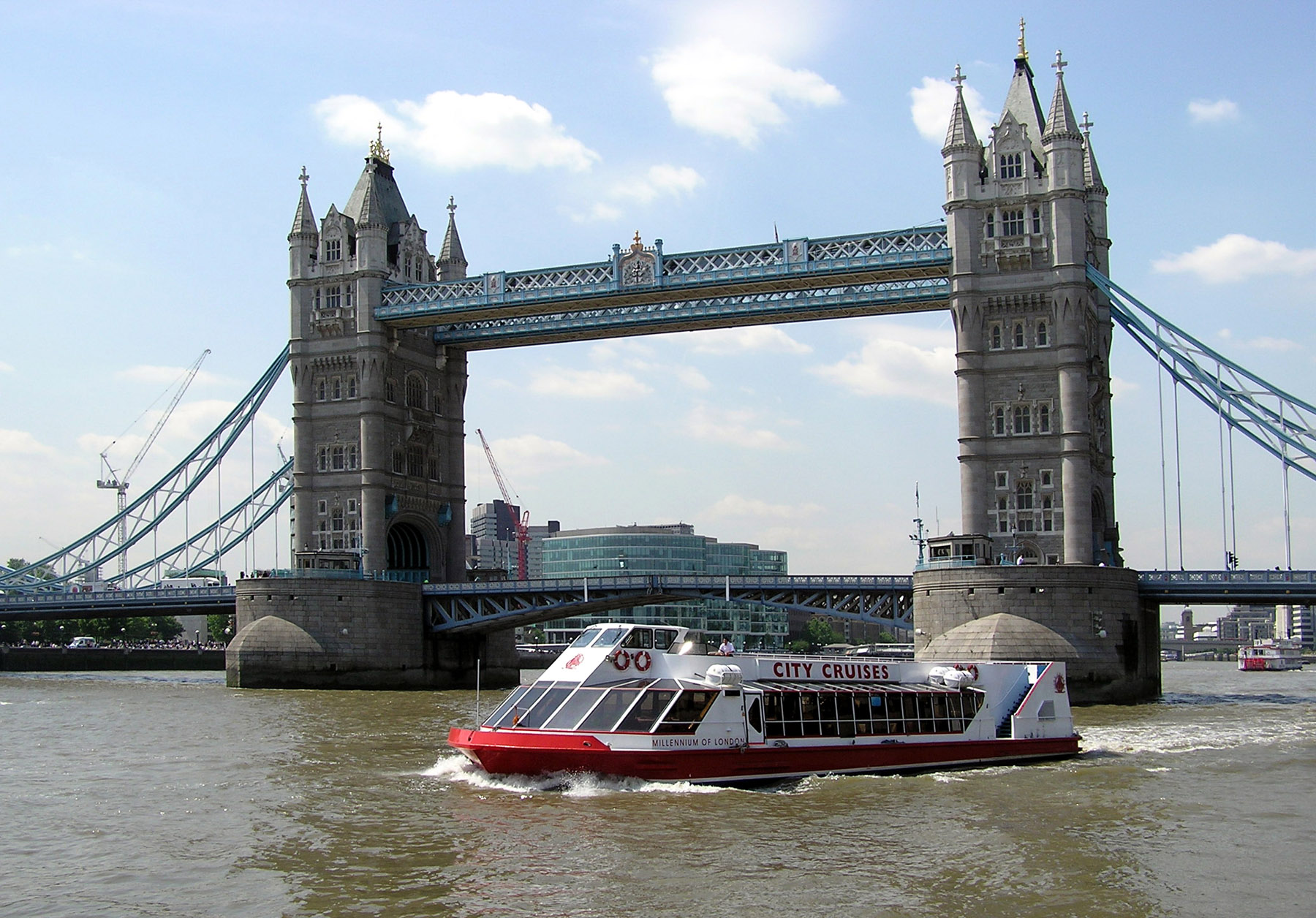
Вид вверх по течению с катера
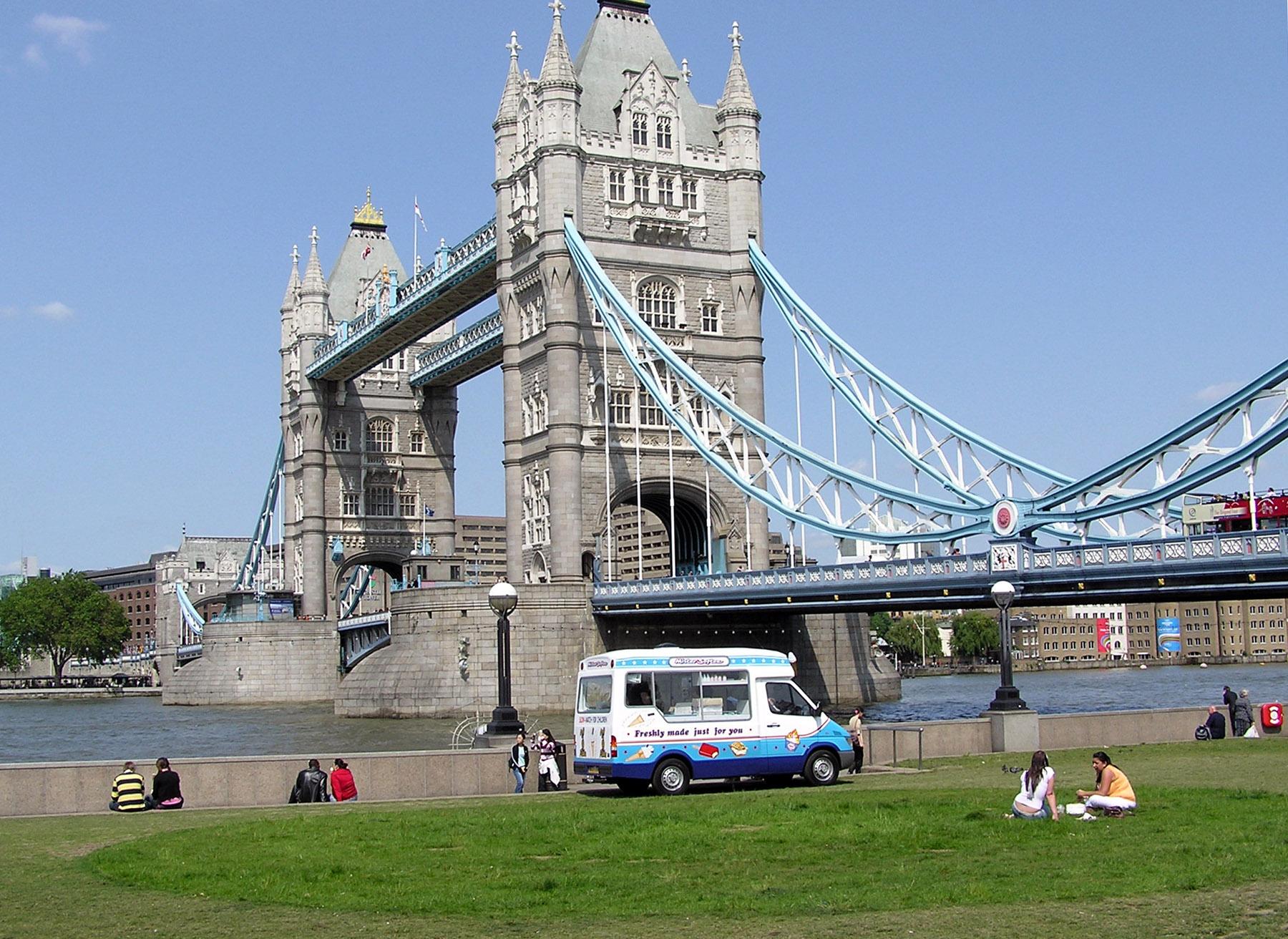
Вид с южного берега
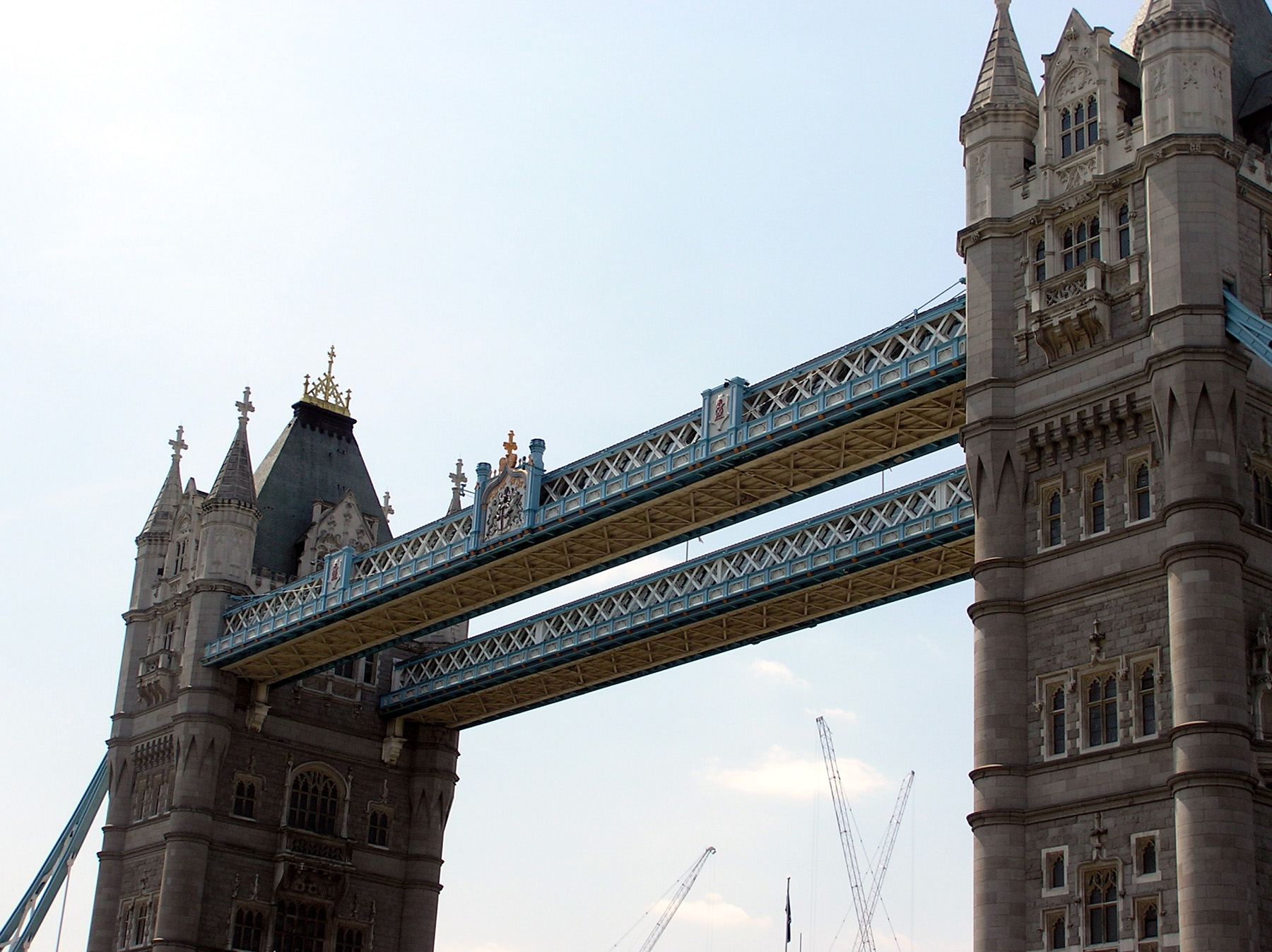
Внешний вид пешеходных галерей
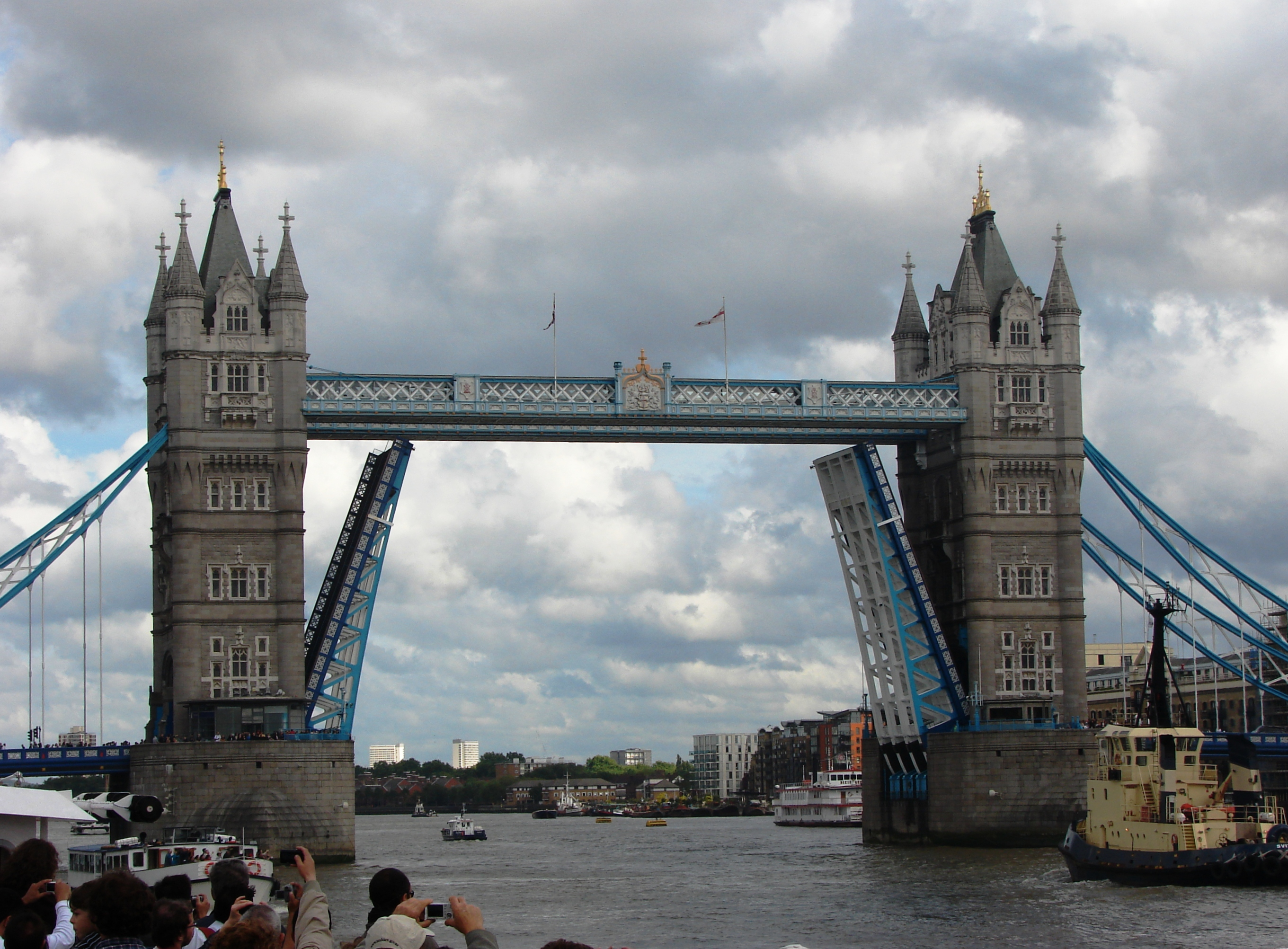
Развод моста